# 李元履
李元履，兰陵郡承县（今山东省枣庄市峄城区），南齐、南梁官员，李安民的儿子。
曾祖父卫军将军李嶷，祖父薛县令李钦之。李元履，年轻时有操业，熟悉政事，曾任竟陵王萧子良的法曹参军，并和竟陵八友之一的王融十分友好。齐武帝临终时王融试图让萧子良继位，但失败，故其遭到即位的萧昭业报复处死，李元履也被牵连，萧昭业敕令李元履随右卫将军王廣之北征，密命王广之在北征途中将李元履杀死。王广之昔日得李安民厚待，也知李元履没参与王融图谋，故反而一直保护李元履。萧昭业及后被萧鸾废黜，李元履拜谢王广之，说：“二十二岁之前是父母给我的年岁，从此以后，是老大人赐给我的。”他在南梁担任吴郡太守，度支尚书，衡、广、青、冀四州刺史。